# Шекспир — Свет као позорница
Шекспир — Свет као позорница (енгл. Shakespeare: The World as Stage) је књига биографског типа чији је аутор амерички писац Бил Брајсон. Представља кратку биографију енглеског писца Вилијема Шекспира у којој се описују бројне анегдоте, вицеви, митови и мало познате и изненађујуће чињенице о његовом животу. Дело је објављено и у аудио издању са наратором.